# Serengeti-Zwergmaus
Die Serengeti-Zwergmaus (Serengetimys pernanus) ist ein in der Serengetiebene im nördlichen Tansania und westlichen Kenia vorkommendes Nagetier.

## Merkmale
Die Serengeti-Zwergmaus erreicht eine Kopf-Rumpf-Länge von 7,3 bis 8,8 Zentimetern und hat einen 6 bis 7,8 Zentimeter langen Schwanz. Die Hinterfußlänge beträgt 1,5 bis 1,8 Zentimeter, die Ohren sind 1,4 bis 1,6 Zentimeter hoch. Das Gewicht der Nager ist nicht bekannt. Sie ist damit kleiner als die Arten aus der Gattung der Vielzitzenmäuse (Mastomys). Ihr Rückenfell ist dunkelgrau, die Bauchseite ist grau, die Brust ist bei einigen Exemplaren weiß. Die Färbung von Rücken und Bauch wird bei den meisten Exemplaren durch einen ockerfarbenen Streifen auf den Flanken getrennt. Hinter den Ohren befindet sich ein charakteristischer weißer Fleck. Der Schwanz ist relativ dicht mit kurzen Haaren bedeckt. Weibchen der Serengeti-Zwergmaus haben fünf Zitzenpaare.

## Lebensraum und Lebensweise
Die Serengeti-Zwergmaus kommt in Waldsavannen und Trockenwäldern vom Miombo-Typ vor. Sie ist nachtaktiv und lebt terrestrisch. Ihre Ernährung, ihre Aktivitätsmuster und ihr Fortpflanzungsverhalten sind bisher nicht bekannt.

## Systematik
Die Serengeti-Zwergmaus wurde 1921 durch den britischen Mammalogen P. S. Kershaw unter der Bezeichnung Rattus pernanus erstmals wissenschaftlich beschrieben. Im Laufe des 20. Jahrhunderts wurde sie zeitweise auch den Gattungen Myomys, Praomys und Mastomys zugeordnet. Im Zuge einer 2021 veröffentlichten Revision der Altweltmaustribus Praomyini wurde für die Serengeti-Zwergmaus die monotypische Gattung Serengetimys eingeführt. Ihre Schwesterart ist die Zierliche Weichhaarratte (Montemys delectorum).

## Gefährdung
Über eine potentielle Gefährdung der Serengeti-Zwergmaus kann die IUCN keine Angaben machen, da zu wenig Daten vorliegen.